# Мацудзі Ідзюїн
Барон Мацудзі Ідзюїн (яп. 伊集院 松治; 21 квітня 1893, Токіо — 24 травня 1944, Тихий океан) — японський воєначальник, віцеадмірал Імперського флоту.

## Біографія
Ідзюїн Мацудзі народився у токійському районі Кодзіматі. Мацудзі був сином маршала флоту барона Горо Ідзюїна.

### Початок кар'єри
Мацудзі Ідзюїн був випускником 43-го випуску Імператорської військово-морської академії, що відбувся у 1915 році. Його академічна успішність не була видатною, оскільки він за успішністю був 92-м у класі з 96 курсантів.
Отримавши чин мічмана, Ідзюїн був призначений на броненосний крейсер IJN Iwate. На ньому 1915 перебував у закордонному плаванні з Сасебо в Чемульпо, Порт-Артур, Дайрен, Чанкай, Майдзуру і Тоба. У 1916 році на IJN Iwate здійснив плавання за маршрутом: Гонконг, Сінгапур, Фрімантл, Сідней, Мельбурн, Веллінгтон, Окленд, Джалуїтський атол, Понапе та атол Трук. Після повернення до Японії у жовтні 1916 року Ідзюїн був переведений на бронепалубний крейсер IJN Tsushima. У грудні переведений на броненосний крейсер IJN Azuma.
У жовтні 1917 року Ідзюїн був призначений на броненосний крейсер IJN Tokiwa. У 1918 році направлений на навчання для вивчення торпедної тактики. Після навчання у грудні 1919 року Мацудзі Ідзюїна було призначено в команду лінійного корабля IJN Katori. На ньому брав участь у японській інтервенції в Росію.
У 1921 році, після смерті свого батька, як старший у роді став бароном та пером.
З 1 грудня 1924 пройшов навчання на курсах офіцерів підводного плавання, після закінчення яких 1 квітня 1925 року направлений на практику в екіпаж підводного човна Ro-51.
1 грудня 1925 року призначений на крейсер IJN Yakumo на якому в 1926 році був у закордонному плаванні за маршрутом: Шанхай, Гонконг, Сінгапур, Коломбо, Аден, Порт-Саїд, Константинополь, Афіни, Неаполь, Тулон, Марсель, Барселона, Мальта, Александрія, Джибуті, Момбаса, Коломбо, Батавія та Маніла.

### Перші командні посади
На початку 1930-х років Ідзюїнслужив командиром кількох есмінців. Спочатку з 5 вересня 1929 року командував міноносцем 2-го класу IJN Hasu, з 1 грудня 1931 року — міноносцем 1-го класу IJN Sawakaze.
У 1932 році був призначений ад'ютантом адмірала флоту принца Фусімі Хіроясу. З 1 листопада 1933 року командував есмінцем IJN Yuzuki, з 1 листопада 1934 року — IJN Ikazuchi.
1935 року Ідзюїн був старшим помічником на легкому крейсері IJN Abukuma. 15 жовтня 1940 року призначений командиром легкого крейсера IJN Naka.

### Участь у Другій світовій війні

#### Командир крейсера IJN Atago
З 11 серпня 1941 року по 1 грудня 1942 року командував важким крейсером IJN Atago, на якому брав участь у багатьох боях та походах.
Після вступу Японії у Другу світову війну 7 грудня 1941 року IJN Atago, флагман з'єднання віцеадмірала Нобутаке Кондо, разом з IJN Takao, IJN Kongō та IJN Haruna забезпечував дальнє прикриття Першого Малайського конвою. 9 грудня кораблі Кондо висувалися на перехоплення виявленої підводним човном IJN I-65 з'єднання Force Z (лінкор HMS Prince of Wales, лінійний крейсер HMS Repulse і 4 есмінці), маючи намір дати нічний бій. Операцію було скасовано через те, що 7-ма дивізія (крейсера типу Mogami) не змогла знайти супротивника, наступного дня британську ескадру було розгромлено авіацією берегового базування. 11 грудня 1941 року з'єднання Кондо повернулося до Камрані. 14-17 грудня 1941 року IJN Atago разом з іншими кораблями здійснював прикриття Другого Малайського конвою. 20-24 грудня 1941 року крейсер виходив надання підтримки висадки військ у бухті Лінгаєн на Лусоне.
8 січня 1942 року IJN Atago вийшов із Камрани у складі з'єднання адмірала Кондо. Простоявши з 11-го по 14-те до Мако, 18-го крейсер прибув на острови Палау, де перебував до середини лютого. 18-21 лютого IJN Atago перейшов до Кендарі, де зустрівся з IJN Takao та IJN Maya. 25 лютого з'єднання Кондо (три крейсери типу Takao та есмінці IJN Arashi та IJN Nowaki) залишило Кендарі і попрямувало до Яви. 2 березня крейсери IJN Atago та IJN Takao потопили старий американський есмінець USS Pillsbury, випустивши по ньому 54 203 мм снаряди. Вранці 4 березня його крейсер зіграв активну роль у потопленні силами з'єднання Кондо британських танкера Francol, австралійського шлюпу HMAS Yarra та плавбази Anking. Увечері того дня крейсер захопив нідерландське судно Duymaer van Twist. 7 березня 1942 року кораблі Кондо повернулися на базу в Кендарі.
18 березня IJN Atago вийшов у море і 17 квітня прибув до Йокосуки, зайшовши по дорозі в Балікпапан, Макасар, Сінгапур, Пінанг і Камрань. 18 квітня крейсір разом з IJN Takao висувався на перехоплення американського оперативного з'єднання 16.2, що здійснило перше бомбардування Японії, але 22 квітня повернувся ні з чим. До 21 травня 1942 року Ідзюїн знаходився в Йокосуці, де його крейсер IJN Atago пройшов ремонт та докування.
24-25 травня 1942 року крейсер перейшов з Йокосуки на острів Хасірадзіма. 29 травня IJN Atago разом із головними силами вийшов на підтримку висадки на Мідуей, але після скасування операції «MI» повернувся на базу 14 червня 1942 року.
11-17 серпня з'єднання Кондо перейшло Трук. 24-25 серпня воно займалося переслідуванням американської ескадри після битви біля Східних Соломонових островів, але безуспішно. 9-23 вересня 1942 року кораблі Кондо здійснили похід до Соломонових островів..
21-30 жовтня 1942 року IJN Atago у складі Об'єднаного флоту виходив для участі у битві біля островів Санта-Крус, і знову не зміг взяти в ньому активної участі.
9 листопада 1942 з'єднання Кондо вийшло до Гуадалканалу для обстрілу аеродрому Хендерсон-філд. Близько полудня 14 листопада IJN Atago був атакований американським підводним човном USS Trout, який випустив по ньому п'ять торпед, з яких не потрапило жодного. У ніч на 15 листопада Ідзюїн взяв участь у бою з американськими лінкорами USS Washinghton та USS South Dakota. Його крейсер разом з IJN Takao досяг не менше 16 попадань 203-мм снарядами в USS South Dakota (заподіявши тільки поверхневі пошкодження). Японські крейсери також не отримали серйозних ушкоджень. 18 листопада 1942 року крейсери повернулися на Трук. Це був останній похід Ідзюїна Мацудзі як командира крейсера IJN Atago.

#### Командир лінкора IJN Kongō
Наприкінці грудня 1942 року Ідзюїна було призначено командиром лінкора IJN Kongō.
До середини грудня ситуація на Гуадалканалі почала стрімко погіршуватися і японське командування приймає рішення про евакуацію військ з острова і з 30 січня по 9 лютого 1943 року IJN Kongō бере участь в операції з евакуації острова. Після евакуації Гуадалканалу корабель не брав активної участі у бойових діях. Командиром IJN Kongō Ідзюїн залишався до липня 1943 року.

#### Командувач 3-ї флотилії есмінців
З 7 липня 1943 року Ідзюїн став командувачем 3-ї флотилії есмінців. З'єднання базувалося у порту Рабаул у Новій Британії. 3-я флотилія есмінців брала активну участь під час кампанії на Соломонових островах.
17 серпня 1943 року Ідзюїн Мацудзі командував японськими силами (4 есмінці, 22 баржі та допоміжні судна) у невеликій битві при Хораніу.
6-7 жовтня 1943 року командував японськими силами (9 есмінців, 20 барж і допоміжних судів) у більшій морській битві біля Вельї-Лавельї. Під час цієї операції ціною втрати одного есмінця його кораблі успішно евакуювали 600 людей японського гарнізону з острова Велья-Лавелья, відбиваючи атаки американських військово-морських сил під командуванням адмірала Френка Вокера.
Під час битви в бухті Імператриці Августи 2 листопада 1943 року, Ідзюїн командував силами прикриття, його флагманом був крейсер IJN Sendai. Ідзюїн пережив потоплення крейсера і був пізніше врятований разом з кількома іншими вцілілими підводним човном RO-104.

#### Загибель
Мацудзі Ідзюїн загинув, командуючи 1-ою групою ескорту конвоїв. Його флагман, патрульний корабель IJN Iki, був торпедований і потоплений 24 травня 1944 року на північ від Сайпану.

## Сім'я
Молодший брат Такедзі Оно (大野竹二; 1894 — 1976) — контрадмірал, четвертий командир лінкора IJN Yamato, також командував рядом з'єднань Імперського флоту.
Мацудзі Ідзюїн був одружений. Його дружина Кієко була другою дочкою впливового політика, члена палати перів, графа Хіно Шігехайда (1864–1903).

## Звання
- Молодший лейтенант (16 грудня 1915)
- Лейтенант (1 грудня 1916)
- Старший лейтенант (1 грудня 1918)
- Капітан-лейтенант (1 грудня 1921)
- Капітан 3 рангу (10 грудня 1928)
- Капітан 2 рангу (15 листопада 1934)
- Капітан 1 рангу (15 листопада 1938)
- Контрадмірал (1 листопада 1943)
- Віцеадмірал (24 травня 1944, посмертно)

## Нагороди
- Орден Вранішнього Сонця 3-го класу
- Військова медаль 1918-1920
- Медаль Перемоги
- Медаль Маньчжурського інциденту
- Медаль Китайського інциденту 1937
- Пам'ятна медаль вступу на престол імператора Тайсьо
- Пам'ятна медаль вступу на престол імператора Сьова

## В культурі
Мацудзі Ідзюїн присутній у відеогрі World of Warships як особливий історичний командир.